# بلند طوران
بُلَند طوران (بالتركية: Bülent Turan)‏, (ولد: 17 يناير 1975, في تشاناق قلعة، تركيا) سياسي تركي. ونائب حالي وسابق في البرلمان التركي لأكثر من دورة ممثلا عن حزب العدالة والتنمية.